# Lejanivka, Huseatîn
Lejanivka (în ucraineană Лежанівка) este localitatea de reședință a comunei Lejanivka din raionul Huseatîn, regiunea Ternopil, Ucraina.

## Demografie
Componența lingvistică a localității Lejanivka
     Ucraineană (100%)
Conform recensământului din 2001, toată populația localității Lejanivka era vorbitoare de ucraineană (100%).